# Dan Bern
Dan Bernstein, in arte Dan Bern (27 luglio 1965), è un cantautore e scrittore statunitense di genere folk blues originario dello Iowa.
Ispirato da Bob Dylan e dai cantautori folk ha esordito nel 1997 con l'album omonimo per la sussidiaria Work Group della Sony Music.
In carriera ha pubblicato oltre una decina di dischi dove ha unito la tradizione folk e blues con il country.
Ha collaborato tra gli altri con Jonathan Demme per cui ha scritto la traccia principale del suo documentario Jimmy Carter: Man From Plains.
Oltre a scrivere canzoni ha pubblicato nel 2004 il romanzo Quitting Science con lo pseudonimo Cunliffe Merriwether.

## Discografia

### Album
- 1997 - Dan Bern (Work Group / Work Music)
- 1998 - Fifty Eggs (Work Music	)
- 1999 - Smartie Mine (Chartmaker Records)
- 2001 - New American Language (Messenger Records)
- 2003 - Fleeting Days (Messenger Records)
- 2003 - Smartie Mine (Festival Records)
- 2006 - Breathe (Messenger Records)
- 2009 - Two Feet Tall (DBHQ)
- 2010 - Live in Los Angeles (DBHQ)
- 2011 - Live in New York
- 2012 - Drifter
- 2012 - Doubleheader
- 2012 - Wilderness Song